# Харспелт
Харспелт (њем. Harspelt) општина је у њемачкој савезној држави Рајна-Палатинат. Једно је од 235 општинских средишта округа Ајфелкрајс Битбург-Прим. Према процјени из 2010. у општини је живјело 80 становника. Посједује регионалну шифру (AGS) 7232234.

## Географски и демографски подаци
Харспелт се налази у савезној држави Рајна-Палатинат у округу Ајфелкрајс Битбург-Прим. Општина се налази на надморској висини од 480–500 метара. Површина општине износи 4,8 km². У самом мјесту је, према процјени из 2010. године, живјело 80 становника. Просјечна густина становништва износи 17 становника/km².